# Trichocera polanensis
Trichocera polanensis är en tvåvingeart som beskrevs av Jaroslav Stary 2002. Trichocera polanensis ingår i släktet Trichocera och familjen vintermyggor.
Artens utbredningsområde är Slovakien. Inga underarter finns listade i Catalogue of Life.